# Watashitachi no Tamura-kun
Watashitachi no Tamura-kun (яп. わたしたちの田村くん Ватаситати но Тамура-кун, рус. «Наш Тамура-кун») — серия лайт-новел авторства японской писательницы Ююко Такэмии. Публикация первого тома была проведена осенью 2004 года журналом Dengeki HP, впоследствии издательство «MediaWorks» переиздало первый том и выпустило продолжение, Watashitachi no Tamura-kun 2 под лейблом «Dengeki Bunko» уже в виде отдельных книг. Манга-адаптация романа от Сати Курафудзи выпускалась в сёнэн-журнале «Dengeki Comic Gao!» с 27 мая 2006 года, а также опубликована «MediaWorks». По состоянию на 26 января 2008 года выпущены четыре танкобона, манга официально считается завершенной. Существует также радиопостановка на основе Watashitachi no Tamura-kun, её компиляция на двух дисках была выпущена в продажу 30 апреля 2007 года.

## Сюжет
- Основная линия сюжета

Сюжет Watashitachi no Tamura-kun вращается вокруг главного персонажа истории, Юкисады Тамуры. Действие романа начинается, когда он учится в третьем (последнем) классе средней школы. Юкисада очарован странной девушкой по имени Комаки Мацудзава, которая утверждает, что родом с другой планеты, и очень хочет вернуться туда. Однажды Юкисада признаётся Комаки в своих чувствах, однако сразу после этого неожиданно умирает её бабушка и Комаки вынуждена переехать в другой город. Какое-то время им удаётся поддерживать связь через письма, хотя Комаки прекращает переписку на время вступительных экзаменов в старшую школу (однако Юкисада продолжает писать ей).
Перейдя в старшую школу, Юкисада начинает беспокоиться за одну из своих одноклассниц, девушку по имени Хирока Сома. Слабая и не умеющая постоять за себя, Хирока стала изгоем среди младшеклассников, её постоянно задирают, из-за чего ей не хочется выходить из дома. Юкисада не игнорирует её как большинство одноклассников, а вместо этого пытается подружиться с ней и помочь обрести самоуважение. Вскоре Хирока влюбляется в Юкисаду и однажды признаётся ему в любви. Всё это время Юкисада продолжал писать Комаки, в числе прочего, рассказав ей о Хироке. Затем, после долгого перерыва от Комаки приходит письмо, в котором она спрашивает его: кем для него является Хирока? Юкисада оказывается в сложной ситуации, между старой любовью к Комаки и новой — к Хироке.
- Побочная линия сюжета

Рассказ из двух глав, под заголовком Takaura-sanchi no Kazokukeikaku (高浦さんちの家族計画) посвящён другу Юкисады Тамуры, Синъити Такауре и его младшей сестре Ио Тамаи. Ио терпеть не может всё, что связано с отношениями, привязанностью и любовью, и Синъити, видя это, пытается реабилитировать слово «любовь» в её глазах.

## Персонажи
Юкисада Тамура (яп. 田村 雪貞 Тамура Юкисада)
Сэйю — Соитиро Хоси
Юкисада Тамура — главный герой романа. Увлекается историей Японии, в особенности его привлекает период Камакура, а также нравы и обычаи того времени. В выпускном классе средней школы Юкисада влюбляется в свою подругу и одноклассницу Комаки Мацудзаву и однажды признаётся ей в любви. Почти сразу после этого Комаки приходится переехать в другой город из-за смерти бабушки. Семья Тамура, считая и самого Юкисаду, состоит из пяти человек — родителей, старшего и младшего братьев, Нао и Такаюки. В принципе, Юкасада человек неплохой, хотя и несколько легкомысленный, из тех, кому в жизни всё давалось достаточно легко. Его любимые блюда — угорь и домашние цзяоцзы. Любимый персонаж из истории Японии — Ходзё Токимунэ.
Комаки Мацудзава (яп. 松澤 小巻 Мацудзава Комаки)
Сэйю — Рё Хирохаси
В выпускном классе средней школы Комаки была одноклассницей Юкисады. Когда ей было двенадцать лет, её родители и старший брат погибли в аварии. Эта трагедия сильно повлияла на её характер — Комаки становится очень молчаливой, никого не подпуская к себе близко. Перейдя в третий класс, она знакомится с Юкисадой и постепенно открывает ему своё сердце. Однако во время летних каникул неожиданно умирает бабушка Комаки, которая была её опекуншей после гибели родителей. Ей приходится переехать в другой город в дом дальних родственников.
Комаки очень странная девушка, которая говорит, что родилась на другой планете и очень хочет вернуться назад. В школе она была одной из лучших по успеваемости, а в школьной команде по бегу — лучшей в эстафете на 200 метров. Её любимое блюдо — карри.
Хирока Сома (яп. 相馬 広香 Со:ма Хирока)
Сэйю — Ами Косимидзу
Хирока — одноклассница Юкисады во время его первого года в старшей школе. Будучи очень красивой, она, тем не менее, замкнута в себе и мало с кем поддерживает отношения. В результате большинство одноклассников игнорируют её, наградив прозвищем «Королева тундры» из-за холодности характера. Во время учёбы в средней школе, другие ученики издевались над ней, в результате она целый год не ходила в школу. К вступительным экзаменам в старшую школу, в качестве репетитора, ей помогал готовиться старший брат Юкисады, Нао Тамура. Хирока умеет отлично готовить.
Бывшие одноклассники и в старшей школе пытались задирать Хироку, но Юкисада делал всё возможное, чтобы ободрить её и помочь обрести уверенность в себе. В конечном итоге её дружеское отношение к Юкисиде переросло в любовь. Однажды Хирока набирается смелости рассказать ему о своих чувствах и, в конечном итоге, Хирока и Юкисада разделяют друг с другом свой первый поцелуй.
Хасия (яп. 蜂谷)
Сэйю — Эрико Фудзимаки
Медсестра в школе, где учатся Юкисада и Хирока. Ей нравится помогать Хироке и беседовать с ней и Юкисадой о разных вещах. Школьники за глаза прозвали её Аой кадзицу (яп. 青い果実, «незрелый плод»).
Синъити Такаура (яп. 高浦 真一 Такаура Синъити)
Сэйю — Ацуси Кисаити
Синъити — лучший друг Юкисады, они знакомы по меньшей мере с первого класса средней школы, когда Синъити был старостой класса. Так или иначе, он постоянно беспокоится о своей младшей сестрой Ио.
Ио Тамаи (яп. 玉井 伊欧 Тамаи Ио)
Ио — сводная сестра Синъити, родившаяся у любовницы его отца. Ио презирает свою мать, так как считает, что та согласилась на такую роль из-за денег семьи Такаура. Отношения Ио с родственниками достаточно сложные, она часто меняет увлечения — от чтения книг до изучения чёрной магии. Однажды она даже запустила веб-сайт, посвящённый эстетике. Ио с крайним недоверием относиться ко всему, что связано со словами «любовь» или «близость». Её домашнее животное — собака японской породы сиба-ину по кличке Потато.
Рэйко Тамаи (яп. 玉井 麗子 Тамаи Рэйко)
Мать Ио. Является любовницей отца Синъити и живет в доме Такаура. Рэйко постоянно конфликтует с другими членами семьи (равно как и с собственной дочерью), но, как ни странно хорошо ладит с Синъити, так как считает, что он хорошо влияет на Ио.

## Ранобэ
Помимо основного романа существуют также несколько рассказов, которые можно охарактеризовать как спин-офф (ветвление сюжета), не публиковавшихся с «Watashitachi no Tamura-kun» под одной обложкой и посвящённых второстепенным персонажам романа. Первый рассказ, под названием «Watashitashi no Chō! Tamura-kun» был опубликован в ноябре 2005 г. в антологии журнала Dengeki hPa. Второй, под названием «Himitsu Melancholy» вышел в июле 2006 г. в специальном выпуске журнала «Dengeki Comic Gao!».

## Радиопостановка
Радиопостановка (Drama CD) по мотивам «Watashitachi no Tamura-kun» транслировалась в программе издательства MediaWorks «Dengeki Taishō» с 23 декабря 2006 г. по 13 января 2007 г. (четыре эпизода). Постановка имела успех у поклонников (не в последнюю очередь благодаря тому, что авторам удалось привлечь к проекту достаточно популярных сэйю) и впоследствии ретранслирована в эфире нескольких других радиостанций. Компиляция радиопостановки была выпущена на двух CD-дисках 30 апреля 2007 г.; к упаковке с дисками, помимо обычных в таких случае бонусов (аксессуары для мобильного телефона и т. п.) был приложен буклет с оригинальным коротким рассказом Ююко Такэмии «Ohige Girls» посвящённый старшему брату Юкисады, Нао Тамуре.